# Watson Escarpment
Das Watson Escarpment ist eine große Geländestufe im Königin-Maud-Gebirge der westantarktischen Marie-Byrd-Lands. Am Ostrand des Scott-Gletschers verläuft sie in nördlicher, dann in östlicher Richtung zum Reedy-Gletscher, wo sie nach Süden entlang der Westflanke des Gletschers abbiegt. Sie ist etwa 160 km lang und erreicht eine Höhe von 3550 m, wobei sie bis zu 1500 m zum umliegenden Gebiet abfällt. Der Leverett-Gletscher durchschneidet das Watson Escarpment von Südost nach Nordwest, und bahnt damit den Weg für die South Pole Traverse.
Der nördlich-zentrale Abschnitt wurde erstmals von einem Aussichtspunkt auf dem Supporting Party Mountain durch Teilnehmer der ersten Antarktisexpedition (1928–1930) des US-amerikanischen Polarforschers Richard Evelyn Byrd im Dezember 1929 gesichtet und teilweise kartografiert. Byrd benannte sie nach dem Unternehmer Thomas J. Watson (1874–1956), einem Sponsoren der Forschungsreise. Die komplette kartografische Erfassung folgte durch geodätische Arbeiten des United States Geological Survey und mithilfe von Luftaufnahmen der United States Air Force von 1960 bis 1964.